# Недзвецкий, Сигизмунд

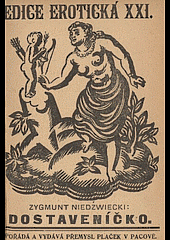
Dostaveníčko.1916

Сигизмунд Ян Недзвецкий (пол. Zygmunt Niedźwiecki; 8 марта 1864, Лемберг — 28 марта 1915, Краков, Австро-Венгрия) — польский прозаик, журналист и переводчик

## Биография
Почти всю жизнь прожил в Кракове, где работал журналистом, сотрудничая, в основном, с журналами «Nowa Reforma» и «Naprzód» (с 1896). В то время был сторонником социалистических идей.
Начал писать со школьных лет. С 1890 года опубликовал в журналах небольшие зарисовки и рассказы, позже собранные в томе «Слонцы» (1892)
Писатель-натуралист, описывал пессимистическую картину общества и животных инстинктов человека. Автор 19 книг, рассказов и повестей, эпиграмм, очерков и юморесок, которые принесли ему большую популярность и признание. Сочинял, в основном, на темы современного ему быта в духе Мопассана. Писал легко, обладал наблюдательностью, психологическим чутьем; общий тон его рассказов — пессимистический и едкий; многие эскизы и новеллы были несвободны от цинизма и даже порнографичности. Лучшим его произведением считается повесть «U ogniska» (1894) из жизни рабочих, имеющая, помимо литературных достоинств, и социологическое значение.
Ему принадлежат многочисленные переводы, в основном, с французского языка (Доде, Мопассан, К. Мендес, Золя) и английского (Марк Твен, Э.По и др.).

## Избранные произведения
- Słońce (1892)
- Jedyne dzieło (1893)
- U ogniska (1894)
- Grzech (1895)
- Sam na sam (1895)
- Pneumatyk nr 301 (1896)
- Topielec (1897)
- Dobro publiczne (1898)
- Sposób na dyabła (1899)
- Liść figowy (1901)
- Lekcya życia (1903)
- Erotyki (1904)
- Humoreski sceniczne dla jednej i dwu osób grających, 2 т. (1904)
- Oczy (1905)
- Czarna pantera (1908)
- J. Król. Mość Boa Dusiciel (1908)
- Nowe erotyki (1908)